# Julius Fengler
Heinrich Julius  Fengler (* 1. September 1881 in Northeim; † 28. November 1960 in Hannover) war ein deutscher Politiker (SPD).

## Werdegang
Fengler ließ sich zum Buchdrucker ausbilden und arbeitete als Schrift- und Maschinensetzer bei der Göttingen-Grubenhagschen Zeitung in Northeim. Von 1914 bis 1919 leistete er Kriegsdienst. Im September 1915 wurde er durch einen Rückenschuss an der Ostfront schwer verwundet. Nach der Genesung arbeitete er in verschiedenen Kriegsgefangenenlager und schied als Kompaniefeldwebel in Kurland aus dem Dienst aus.
Er war Vorsitzender der SPD-Ortsgruppe Northeim. 1920 wurde er Leiter des Arbeitersekretariats und der Rechtsauskunftsstelle Northeim.  Er war von 1920 bis 1924 ehrenamtlicher Senator in Northeim und gleichzeitig Mitglied im Provinziallandtag der Provinz Hannover. Er legte im Februar 1924 das Mandat nieder. Nachrücker wurde Emil Reupke.
1924 übernahm er das Amt des Berufsgemeindevorstehers in Gleidingen und im gleichen Jahr das Amt des Gemeindevorstehers. Zugleich war er Mitglied des Kreistags und Vorstandsmitglied des Hannoverschen Landgemeindeverbandes. Von 1930 bis 1. Oktober 1932 war er Landrat des Landkreises Hannover, bevor er in den einstweiligen Ruhestand versetzt wurde. Nach der Machtergreifung der Nationalsozialisten 1933 wurde er wegen angeblicher Unterschlagungen verhaftet.
Nach Ende des Zweiten Weltkriegs wurde er vom niedersächsischen Innenministerium mit der Zusammenlegung der Kreise Bückeburg und Stadthagen zum Kreis Schaumburg-Lippe beauftragt und als erster Oberkreisdirektor eingesetzt. Er blieb bis 31. Juli 1949 im Amt.

## Ehrungen
- 1952: Verdienstkreuz (Steckkreuz) der Bundesrepublik Deutschland